# Murs (Indre)
Murs ist eine französische Gemeinde mit 122 Einwohnern (Stand: 1. Januar 2022) im Département Indre in der Region Centre-Val de Loire. Sie gehört zum Arrondissement Châteauroux und zum Kanton Buzançais. Die Einwohner werden Muriens genannt.

## Geographie
Die Gemeinde Murs liegt etwa 38 Kilometer westnordwestlich von Châteauroux. Sie grenzt im Norden an Châtillon-sur-Indre, im Nordosten und Osten an Clion, im Südosten an Villiers, im Süden an Paulnay sowie im Westen an Cléré-du-Bois.

## Bevölkerungsentwicklung
| Jahr                       | 1962 | 1968 | 1975 | 1982 | 1990 | 1999 | 2006 | 2013 | 2020 |
| Einwohner                  | 313  | 260  | 226  | 184  | 150  | 137  | 126  | 129  | 129  |
| Quellen: Cassini und INSEE |      |      |      |      |      |      |      |      |      |

## Sehenswürdigkeiten
- Kirche Saint-Hilaire
- Lavoir